# Cariseda
Cariseda (Careiseda en asturleonés) es una localidad del municipio de Peranzanes. Está situado en el Valle de Fornela, en El Bierzo, provincia de León, Comunidad Autónoma de Castilla y León (España), y tiene una población de entre 35-50 habitantes. Está situado a una altitud aproximada de 900 m s. n. m.

## Evolución demográfica
| 2000 | 2001 | 2002 | 2003 | 2004 | 2005 | 2006 | 2007 | 2008 | 2009 | 2010 | 2011 |
| 35   | 34   | 35   | 32   | 31   | 30   | 28   | 28   | 27   | 26   | 27   | 28   |

- Datos: Q5749243